# رین راتاس
رین راتاس (استونیایی: Rein Ratas; ۹ مهٔ ۱۹۳۸ – ۱۸ آوریل ۲۰۲۲) سیاستمدار و نماینده مجلس اهل استونی بود.